# Citizen Fish
Citizen Fish est un groupe de ska punk britannique, originaire de Bath, en Angleterre. Il commence au début des années 1990.

## Biographie
Basés à Bath, en Angleterre, les premiers membres du groupe sont Dick Lucas (chant), Jasper (basse), Trotsky (batterie), et Larry (guitare). Après leur premier album, Free Souls in a Trapped Environment, Larry quitte le groupe et fut remplacé par Phil, qui, comme Dick et Trotsky, était auparavant membre des Subhumans. Jasper et Dick sont aussi d'anciens membres de Culture Shock. En juillet 2006, Silas (anciennement du groupe Cooper S avec Jasper et Andy Evans) remplace Trotsky à la batterie. Le mois suivant, après cinq ans de pause, le groupe revient en studio pour enregistrer un split avec Leftöver Crack. Leur dernier album, Goods (2011), est publié suivi de l'EP Manmade en 2015.
Le groupe est connu pour ses textes, qui sont souvent des exposés politiques et sociaux sérieux, traitant de thèmes comme l'anti-consommation, le végétarisme, questionnant le statu quo, etc. Aussi, une rumeur qui circule selon laquelle le groupe Citizen Dick du film Singles serait un hommage au groupe.

## Discographie
- 1990 : Free Souls in a Trapped Environment (Bluurg Records)
- 1991 : Wider Than a Postcard (Bluurg Records)
- 1993 : Flinch (Bluurg Records)
- 1995 : Millennia Madness (Bluurg Records)
- 1996 : Thirst (Lookout! Records)
- 1998 : Active Ingredients (Lookout Records)
- 2001 : Life Size (Lookout Records)
- 2007 : Deadline (split avec Leftover Crack)
- 2011 : Goods (Alternative Tentacles)
- 2015 : Manmade (EP)